# Khensit
Déesse à l'apparence d'un serpent, Khensit est la compagne de Sopdou dans le XXe nome de Basse-Égypte. Elle est une ancienne et redoutable déesse qui s'extériorise sous l'aspect de l'uræus. Considérée comme une fille de Rê, son nom figure déjà dans les premiers textes des pyramides. Ses fonctions la mettent en relation étroite avec un élément de la coiffure.